# ペチュニア・ピッグ
ペチュニア・ピッグ（Petunia pig）は、ルーニー・テューンズとメリー・メロディーズに登場する架空の豚、ポーキー・ピッグのガールフレンド。彼女はドレスを着ており、黒髪にリボンを身に着けている。

## キャラクター
ペチュニアは1937年公開の短編映画『ポーキーのロマンス（Porky's Romance）』でデビュー、フランク・タシュリンが手掛けた。この映画は、1932年公開のウォルト・ディズニーの短編映画『ミッキーの子煩悩（Mickey's Nightmare）』のパロディである。タシュリンは、ペチュニアを正式メンバーとして採用し、1937年に2本の短編映画『ポーキーとハイド氏（The Case of the Stuttering Pig）』と『邦題不明（Porky's Double Trouble）』を生み出した。

## 後の登場作品
- Daffy Duck and Porky Pig Meet the Groovie Goolies

ダフィー・ダック、ポーキー・ピッグを含むルーニー・テューンズの仲間たちが幽霊城のドボチョン一家のキャラクターと共演。
- バッグス・バニーのクリスマス・キャロル

ポーキー・ピッグが演じるボブ・クラチットの妻・クラチット夫人としてカメオ出演。
- タイニー・トゥーンズのクリスマス

カメオ出演。
- ベビー・ルーニー・テューンズ

　赤ちゃんの姿で登場、声優はキアラ・ザニ。
- ダック・ドジャース

プリンセス・インセンスとして登場、声優はジョディ・ベンソン。
- ルーニー・テューンズ・ショー

シーズン2よりレギュラーで登場、シーズン1ではオープニングのみ登場。声優はケイティ・ミクソン。
- 新 ルーニー・テューンズ

いくつかのエピソードに登場している、声優はジェシカ・ディシコ。
- ルーニー・テューンズ・カートゥーンズ

この作品ではバッグス・バニーのような発音になっている、声優はララ・ジル・ミラー。
- バッグス・バニー ビルダーズ

メカニックとして登場した。声優はアレックス・カザレス
- The Day the Earth Blew Up: A Looney Tunes Movie

### 未登場作品
- ロジャーラビット

カメオ出演する予定だったがカットされた。

## 声優

### オリジナル版
- バーニス・ハンセン（1937年 - 1939年）
- メル・ブランク（1937年、1973年 - 1974年）[4]
- シャーリー・リード（1937年）
- ボニー・ベイカー（1948年）[5]
- ギルバート・マック（1955年）[6]<
- ジェイ・シュヘイマー（1972年）
- ジュン・フォーレイ（1976年 - 1982年）
- デジレー・ゴエッテ（1986年）
- グレイ・デリスル（2001年 - 2004年）
- チアラ・ザニ（2002年 - 2005年）
- ジョディ・ベンソン（2004年）
- ケティ・ミクソン（2013年）
- ボブ・バーゲン（2014年）
- ジェシカ・ディシコ（2018年 - 2020年）
- エリック・バウザ（2018年）
- ラーラ・ジル・ミラー（2021年 - ）

### 日本語版
- こおろぎさとみ（『ルーニー・テューンズ・ショー』）
- 福圓美里(『ベビー・ルーニーテューンズ』でのベビーペチュニア・ピッグ)

それ以外の担当声優は不明。